# Семейство Мерксии
Семейство Мерксии — небольшое семейство астероидов, расположенное в главном поясе. Семейство названо в честь первого астероида, классифицированного в эту группу — (808) Мерксия.

## Крупнейшие астероиды этого семейства
| Имя             | Диаметр  | Большая полуось | Наклонение орбиты | Эксцентриситет орбиты | Год открытия |
| --------------- | -------- | --------------- | ----------------- | --------------------- | ------------ |
| (808) Мерксия   | 32,49 км | 2,744 а. е.     | 4,718 °           | 0,130                 | 1901         |
| (1662) Гофман   | ?        | 2,744 а. е.     | 2,241 °           | 0,170                 | 1923         |
| (2042) Ситарски | ?        | 2,754 а. е.     | 5,329 °           | 0,149                 | 1960         |
| (2504) Гавиола  | ?        | 2,762 а. е.     | 4,718 °           | 0,088                 | 1967         |
| (3363) Боуэн    | ?        | 2,775 а. е.     | 3,328 °           | 0,102                 | 1960         |